# The Blues Brothers Complete
The Blues Brothers Complete – kompilacja wydana przez Blues Brothers Band w 2000 roku.

## Lista utworów

### CD 1
1. Opening: I Can't Turn You Loose - 1:56
2. Everybody Needs Somebody to Love - 3:25
3. Gimme Some Lovin' – 3:07
4. Think - 3:17
5. Soul Man - 3:07
6. Soul Finger - 1:48
7. Messin' With the Kid - 2:58
8. Hey Bartender - 2:59
9. (I Got Every Thing I Need) Almost - 2:44
10. Rubber Biscuit - 2:54
11. Shot Gun Blues - 5:24
12. Groove Me - 3:44
13. I Don’t Know - 4:14
14. "B" Movie Box Car Blues - 4:06
15. Flip Flop and Fly - 3:27
16. She Caught the Katy - 4:11
17. Peter Gunn Theme - 3:49

### CD 2
1. Shake a Tail Feather - 2:50
2. The Old Landmark - 3:00
3. Theme from Rawhide - 2:40
4. Minnie the Moocher - 3:25
5. Sweet Home Chicago - 7:53
6. Jailhouse Rock - 1:08
7. Who's Making Love - 3:34
8. Do You Love Me - 3:39
9. Guilty - 2:57
10. Perry Mason Theme - 2:30
11. Riot in Cell Block Number Nine - 3:29
12. Green Onions - 5:45
13. Ain’t Got You - 2:44
14. From the Bottom - 3:25
15. Going Back to Miami - 3:17
16. Expressway to Your Heart - 2:41
17. Excusez moi mon cherie - 2:25
18. Closing: I Can't Turn You Loose - 3:57